# Prêmio pela Paz Félix Houphouët-Boigny
Prêmio pela Paz Félix Houphouët-Boigny foi criado, em 1990, pela Organização das Nações Unidas para a Educação, a Ciência e a Cultura (UNESCO) para honrar...
| “ | ...pessoas vivas, instituições ou organismos públicos ou privadas em atividade, que tenham contribuído de maneira significativa para a promoção, busca, salvaguarda ou manutenção da paz em conformidade com a Carta das Nações Unidas e a Constituição da UNESCO. | ” |

O prêmio leva o nome de Félix Houphouët-Boigny, ex-presidente da Costa do Marfim, e compõe-se de um cheque no valor de 122 mil euros ou 50 mil dólares - quantia que pode ser dividida em partes iguais, se houver mais de um ganhador - além de uma medalha de ouro e um diploma assinado pelo diretor-geral da UNESCO.
É atribuído anualmente por um júri composto de onze personalidades originárias dos cinco continentes e presidido por Henry Kissinger, ex-secretário de Estado dos Estados Unidos e ganhador do Prêmio Nobel da Paz, em 1973.
A cerimônia oficial de premiação acontece na sede da UNESCO, em Paris.

## Laureados
O prêmio foi atribuído pela primeira vez em 1991, sendo concedido a Nelson Mandela, presidente do Congresso Nacional Africano, e a Frederik Willem de Klerk, presidente da África do Sul, que pôs fim ao regime do apartheid. Desde então, o prêmio foi atribuído anualmente, com alguns exceções.
Dois lusófonos receberam o prêmio: Xanana Gusmão, em 2002, e Luiz Inácio Lula da Silva, em 2008, presidentes de Timor-Leste e do Brasil, respectivamente.
| Ano       | Premiado                                                       | Premiado                                                             | País                 | Razão |
| --------- | -------------------------------------------------------------- | -------------------------------------------------------------------- | -------------------- | --- |
| 1991      |                                                                | Nelson Mandela                                                       | África do Sul        | "Pela sua contribuição à paz internacional, por encorajá-los a continuarem com o esforço e como tributo ao que fez para educar seu povo em direção ao entendimento e a superação dos preconceitos que muitos não teriam pensado há anos" |
| 1991      | Frederik Willem de Klerk                                       |                                                                      | África do Sul        | "Pela sua contribuição à paz internacional, por encorajá-los a continuarem com o esforço e como tributo ao que fez para educar seu povo em direção ao entendimento e a superação dos preconceitos que muitos não teriam pensado há anos" |
| 1992      |                                                                | Academia de Direito Internacional de Haia                            | Países Baixos        | "Nós acreditamos que o mundo está em uma nova fase da relações internacionais. Muito diferente do que saímos há pouco (...) e nós estamos convencidos que o direito internacional deve ter um papel mais importante na resolução de disputas internacionais e na solução de problemas internacionais." |
| 1993      |                                                                | Yitzhak Rabin                                                        | Israel               | ""Concluiu-se este ano que, naturalmente, o mais dramático e mais importante evento foi o acordo entre os palestinos e Israel, e a nossa comissão tem, portanto, conferido Prêmio pela Paz Félix Houphouët-Boigny para o Primeiro-Ministro Yitzhak Rabin e ao Ministro das Relações Exteriores Shimon Peres do lado israelita, e ao presidente Yasser Arafat para a Organização de Libertação da Palestina"." |
| 1993      | Shimon Peres                                                   |                                                                      | Israel               | ""Concluiu-se este ano que, naturalmente, o mais dramático e mais importante evento foi o acordo entre os palestinos e Israel, e a nossa comissão tem, portanto, conferido Prêmio pela Paz Félix Houphouët-Boigny para o Primeiro-Ministro Yitzhak Rabin e ao Ministro das Relações Exteriores Shimon Peres do lado israelita, e ao presidente Yasser Arafat para a Organização de Libertação da Palestina"." |
| 1993      |                                                                | Yasser Arafat                                                        | Palestina            | ""Concluiu-se este ano que, naturalmente, o mais dramático e mais importante evento foi o acordo entre os palestinos e Israel, e a nossa comissão tem, portanto, conferido Prêmio pela Paz Félix Houphouët-Boigny para o Primeiro-Ministro Yitzhak Rabin e ao Ministro das Relações Exteriores Shimon Peres do lado israelita, e ao presidente Yasser Arafat para a Organização de Libertação da Palestina"." |
| 1994      |                                                                | Rei João Carlos I                                                    | Espanha              | "(...) O Rei da Espanha, pelo seu papel na garantia da transição democrática, pela sua contínua contribuição pela proteção das minorias na transição democrática, e pelo papel internacional de conciliação que a Espanha tem atuado. A Carter, pela sua qualidade como presidente da Fundação Carter e pela sua contribuição pela busca da paz em diferentes partes do mundo e (...) continuando a contribuir antes mesmo do governo do seu país tê-lo chamado para o fazer." |
| 1994      |                                                                | Jimmy Carter                                                         | Estados Unidos       | "(...) O Rei da Espanha, pelo seu papel na garantia da transição democrática, pela sua contínua contribuição pela proteção das minorias na transição democrática, e pelo papel internacional de conciliação que a Espanha tem atuado. A Carter, pela sua qualidade como presidente da Fundação Carter e pela sua contribuição pela busca da paz em diferentes partes do mundo e (...) continuando a contribuir antes mesmo do governo do seu país tê-lo chamado para o fazer." |
| 1995      | Logo da ONU                                                    | Escritório do Alto-comissariado das Nações Unidas para os Refugiados | Suíça                | "Nós concordamos unanimemente em dar um duplo prêmio ao Escritório do Alto Comissariado das Nações Unidas para os Refugiados pelo trabalho que tem feito, e para a Comissária de Escritório do Alto Comissariado das Nações Unidas para os Refugiados, Senhora Ogata, pela qualidade que adicionou à missão que lhe foi confiada, pela excelência do trabalho e pela preocupação com os refugiados." |
| 1995      |                                                                | Sadako Ogata                                                         | Japão                | "Nós concordamos unanimemente em dar um duplo prêmio ao Escritório do Alto Comissariado das Nações Unidas para os Refugiados pelo trabalho que tem feito, e para a Comissária de Escritório do Alto Comissariado das Nações Unidas para os Refugiados, Senhora Ogata, pela qualidade que adicionou à missão que lhe foi confiada, pela excelência do trabalho e pela preocupação com os refugiados." |
| 1996      |                                                                | Álvaro Enrique Arzú Irigoyen                                         | Guatemala            | |
| 1996      | Rolando Morán                                                  |                                                                      | Guatemala            | |
| 1997      |                                                                | Fidel Valdez Ramos                                                   | Filipinas            | "Premiamos com o Prêmio pela Paz Félix Houphouët-Boigny conjuntamente o Presidente Fidel V. Ramos das Filipinas e o Senhor Nur Misuari, o Presidente da Frente de Libertação Nacional Moro pelo acordo que conclui com o fim do conflito em 2 de setembro de 1996 entre o Governo das Filipinas e a Frente de Libertação Nacional Moro." |
| 1997      | Nur Misuari                                                    |                                                                      | Filipinas            | "Premiamos com o Prêmio pela Paz Félix Houphouët-Boigny conjuntamente o Presidente Fidel V. Ramos das Filipinas e o Senhor Nur Misuari, o Presidente da Frente de Libertação Nacional Moro pelo acordo que conclui com o fim do conflito em 2 de setembro de 1996 entre o Governo das Filipinas e a Frente de Libertação Nacional Moro." |
| 1998      |                                                                | Sheikh Hasina                                                        | Bangladesh           | "Na premiação de 1998 para Sheik Hasina, Primeiro Ministro da Repúblico Popular de Bangladesh, que assinou em 2 de dezembro de 1997 um acordo de paz que pôs fim a 25 anos de guerra civil, e ao Senador George J. Mitchell cujo trabalho permitiu as principais intervenções na crise irlandesa para a assinatura do Acordo de Belfast, o Júri quis chamar a atenção para os esforços desenvolvidos na busca da paz através do diálogo e da negociação." |
| 1998      |                                                                | George J. Mitchell                                                   | Estados Unidos       | "Na premiação de 1998 para Sheik Hasina, Primeiro Ministro da Repúblico Popular de Bangladesh, que assinou em 2 de dezembro de 1997 um acordo de paz que pôs fim a 25 anos de guerra civil, e ao Senador George J. Mitchell cujo trabalho permitiu as principais intervenções na crise irlandesa para a assinatura do Acordo de Belfast, o Júri quis chamar a atenção para os esforços desenvolvidos na busca da paz através do diálogo e da negociação." |
| 1999      |                                                                | Comunidade de Santo Egídio                                           | Itália               | "Fazemos isso em reconhecimento aos esforços para a consecução de um entendimento ecumênico entre todas as religiões, seus esforços na conciliação na Argélia, Moçambique, Guiné-Bissau e Iugoslávia, pela contribuição ao entendimento humano e da eliminação das fontes de conflitos religiosos, políticos e étnicos." |
| 2000      |                                                                | Mary Robinson                                                        | Irlanda              | "Nós decidimos premiar com o Prêmio pela Paz Félix Houphouët-Boigny à senhora Mary Robinson, Alta Comissariada das Nações Unidas para os Direitos Humanos, pela sua grande contribuição na defesa e promoção dos Direitos Humanos. A decisão, claro, foi unânime." |
| 2001      | Não houve premiação                                            | Não houve premiação                                                  | Não houve premiação  | Não houve premiação |
| 2002      |                                                                | Xanana Gusmão                                                        | Timor-Leste          | "Estamos honrados em conferir o Prêmio pela Paz Félix Houphouët-Boigny em sua edição de 2002 ao Presidente Xanana Gusmão pela sua contribuição na luta pela dignidade humana e por sua conduta que elevou o espírito humano não só em sua região, mas no mundo." |
| 2003      | Roger Etchegaray, cardeal francês                              | Roger Etchegaray                                                     | França               | "O Prêmio pela Paz Félix Houphouët-Boigny 2003 foi conferido ao Cardeal Roger Etchegaray e ao Dr. Mustafa Ceric, Grande Mufti da Bósnia, em reconhecimento de sua ação em favor do diálogo inter-religioso, da tolerância e da paz. O júri acredita que o diálogo inter-religioso é fundamental para o entendimento mútuo entre povos e nações. É portanto um dos grandes desafios de nossa era." |
| 2003      |                                                                | Mustafa Cerić                                                        | Bósnia e Herzegovina | "O Prêmio pela Paz Félix Houphouët-Boigny 2003 foi conferido ao Cardeal Roger Etchegaray e ao Dr. Mustafa Ceric, Grande Mufti da Bósnia, em reconhecimento de sua ação em favor do diálogo inter-religioso, da tolerância e da paz. O júri acredita que o diálogo inter-religioso é fundamental para o entendimento mútuo entre povos e nações. É portanto um dos grandes desafios de nossa era." |
| 2004      | Não houve premiação                                            | Não houve premiação                                                  | Não houve premiação  | Não houve premiação |
| 2005      |                                                                | Abdoulaye Wade                                                       | Senegal              | "O júri considerou uma lista de candidatos incluindo eminentes personalidades de todas as regiões do mundo. Deu particular atenção às ações em favor da paz, do progresso, da democracia e da tolerância na África. Depois de amplas consultas e de um exame em profundidade da situação na África, o júri decidiu atribuir o Prêmio pela Paz Félix Houphouët-Boigny 2005 ao Presidente Abdoulaye Wade do Senegal, por suas contribuições para a democracia no Senegal, e por seu papel na mediação de disputas políticas na região." |
| 2006      | Não houve premiação                                            | Não houve premiação                                                  | Não houve premiação  | Não houve premiação |
| 2007      |                                                                | Martti Ahtisaari                                                     | Finlândia            | “De 1977 a 1990, o senhor conduziu o processo que resultou na independência da Namíbia. Sua imensa contribuição para a resolução do conflito fratricida entre o governo da Indonésia e o Movimento Free Aceh tem sido reconhecido por toda a comunidade internacional.[...] É por todos esses esforços pela causa da paz que o júri decidiu unanimemente conferir-lhe o Prêmio pela Paz Félix Houphouët-Boigny 2007”. |
| 2008      |                                                                | Luiz Inácio Lula da Silva                                            | Brasil               | “O júri decidiu atribuir o Prêmio pela Paz Félix Houphouët-Boigny ao Senhor Luiz Inacio Lula da Silva, Presidente da República Federativa do Brasil, por suas ações em busca da paz, do diálogo, da democracia, da justiça social e igualdade de direitos, bem como por sua valiosa contribuição para a erradicação da pobreza e para a proteção dos direitos das minorias.” |
| 2009      | Não houve premiação                                            | Não houve premiação                                                  | Não houve premiação  | Não houve premiação |
| 2010      | Símbolo das Madres de Plaza de Mayo pintado no centro da Praça | Organização "Madres de Plaza de Mayo"                                | Argentina            | “O júri decidiu atribuir o Prêmio pela Paz Félix Houphouët-Boigny a organização "Madres de Plaza de Mayo", uma organização não governamental, em reconhecimento por sua batalha incansável ao longo de mais de trinta anos em favor dos direitos humanos, da justiça e da paz." |
| 2011–2012 | Não houve premiação                                            | Não houve premiação                                                  | Não houve premiação  | Não houve premiação |
| 2013      | François Hollande                                              | François Hollande                                                    | França               | “Depois de analisar a situação global, foi a África que chamou a atenção do júri com as várias ameaças que afetaram o continente. Depois de avaliar os perigos e as repercussões da situação na África e no Mali, em particular, bem como no resto do mundo, o júri apreciou a solidariedade demonstrada pela França para com os povos da África. O júri condena a violação da integridade territorial do Mali, a violação dos direitos humanos, a tomada de reféns e a destruição do patrimônio cultural da humanidade em Tombuctu. Por isso, o júri decidiu atribuir o Prêmio pela Paz Félix Houphouët-Boigny a François Hollande, presidente da República Francesa, por sua grande contribuição para a paz e a estabilidade na África." |
| 2014–2016 | Não houve premiação                                            | Não houve premiação                                                  | Não houve premiação  | Não houve premiação |
| 2017      |                                                                | SOS Mediterrâneo                                                     | União Europeia       | "Depois de examinar as condições em todo o mundo, o júri do Prêmio da Paz Félix Houphouët-Boigny determinou que refugiados e migrantes constituem uma das questões cruciais de nossos dias, principalmente no Mediterrâneo, onde cerca de 13.000 homens, mulheres e crianças morreram em naufrágios desde 2013." |
| 2017      |                                                                | Giusi Nicolini                                                       | Itália               | "Depois de examinar as condições em todo o mundo, o júri do Prêmio da Paz Félix Houphouët-Boigny determinou que refugiados e migrantes constituem uma das questões cruciais de nossos dias, principalmente no Mediterrâneo, onde cerca de 13.000 homens, mulheres e crianças morreram em naufrágios desde 2013." |
| 2018      | Não houve premiação                                            | Não houve premiação                                                  | Não houve premiação  | Não houve premiação |
| 2019      | Abiy Ahmed Ali                                                 | Abiy Ahmed Ali                                                       | Etiópia              | "Em reconhecimento pela sua contribuição para o diálogo na região e, em particular, para instigar o acordo de paz entre a República Federal Democrática da Etiópia e a Eritreia." |
| 2020–2021 | Não houve premiação                                            | Não houve premiação                                                  | Não houve premiação  | Não houve premiação |
| 2022      | Angela Merkel                                                  | Angela Merkel                                                        | Alemanha             | "Todos os membros do júri ficaram emocionados com a sua corajosa decisão em 2015 de acolher mais de 1,2 milhões de refugiados, nomeadamente da Síria, Iraque, Afeganistão e Eritreia. Esse é o legado que ela deixa." |